# Aesalus asiaticus asiaticus
Aesalus asiaticus asiaticus es una subespecie de coleóptero de la familia Lucanidae.

## Distribución geográfica
Habita en Japón.